# اسپرماتکا
اسپرماتکا کیسه‌ای توپی شکل در بدن ملکه زنبور عسل است که اسپرم‌ها را در خود جای می‌دهد.
ملکه تنها یکبار عملیات جفت گیری را انجام می‌دهد و در این بین تمامی اسپرمهای مورد نیاز برای بارور نمودن تخم‌ها در اسپرماتِکا اندوخته می‌کند. 
در زمان تخم گذاری ملکه با فشار میزان اسپرم مورد نیاز برای بارور نمودن تخم‌ها را از اسپرماتکا خارج می‌کند.